# Regulus (entreprise)
Regulus SA est une entreprise franco-italienne de droit français, qui produit et coule les blocs de propergol solide utilisés par les lanceurs Ariane 5 et Vega de l'Agence spatiale européenne. Les installations de Regulus sont situés sur le site de la base de lancement de Kourou, en Guyane française.

## Structure juridique
Regulus est une société de droit français créée en 1989 par l'italien SNIA BPD, alors filiale du groupe Fiat, avec la participation du Groupe SNPE-Société Nationale des Poudres et Explosifs. En 2016 la société est une filiale directe du groupe italien Avio S.p.A. à 60%, associé avec Airbus Safran Launchers. L'entreprise emploie 95 personnes en permanence auxquels viennent s'ajouter 25 personnes durant les phases de coulée (chiffre 2014).

## Activité
Regulus coule les blocs de propergol solide de deux des trois segments  qui composent les propulseurs d'appoint EAP (ceux-ci comprennent deux segments S2 et S3 de 100 tonnes   et un segment S1 de 30 tonnes coulé chez Avio en Italie) du lanceur Ariane 5  ainsi que celui formant le premier étage P80 du lanceur Vega. L'établissement de Regulus baptisé UPG  (Usine  de  Propergol  de Guyane) comprend 46 bâtiments sur le site même de la base de lancement de Kourou. Les blocs de poudre une fois coulés dans leur enveloppe sont remis à la société Europropulsion qui les intègrent (EAP) et fixe la tirés depuis les pas de tir la base de lancement de Kourou situés à quelques kilomètres des installations de Regulus,. 
Pour produire les blocs de propergol solide Regulus dispose de 2 malaxeurs chargés de mélanger les composants formant le propergol qui est de la famille du butalane. Ces composants  sont le perchlorate d'ammonium (comburant), la résine  polybutadiène  ou PBHT (liant) et la  poudre d’aluminium (carburant) auxquels s'ajoutent de l'oxyde de fer (chargé de régler la vitesse de combustion) et quelques autres éléments chimiques en moindre quantité. Le propergol une fois préparé est coulé sous vide dans l'enveloppe du segment placée dans un puits de coulée. Le segment, d'une masse finale d'un peu plus de 100 tonnes (pour les EAP), est ensuite cuit pour permettre la polymérisation du propergol. Regulus dispose de 4 puits de coulée permettant de produire 4 segments en parallèle. La fabrication d'un segment prend 4 semaines. Une fois que le segment est chargé avec son propergol, de nombreux contrôles sont réalisés. Ils permettent de s'assurer de l'homogénéité du matériau par radioscopie, de la bonne adhérence du propergol au liner qui assure la protection thermique de l'enveloppe (par ultrasons) et de la forme du canal central qui sert de chambre de combustion et dont la forme détermine la poussée (par endoscopie). Toutes les opérations sont réalisées à distance car les matériaux manipulés sont pyrotechniques. Les segments sont ensuite stockés avant d'être remis à la société Europropulsion SA qui est chargée d'assembler les segments composant les EAP et de fixer les tuyères des P80 et EAP.  
Regulus adapte son outil pour préparer la production du propulseur d'appoint P120C qui sera utilisé vers 2020 par le successeur d'Ariane 5, Ariane 6, ainsi que par la future version de  Vega, la Vega C dont le premier vol doit intervenir en 2019.